# Silkeborgsskogarna
Silkeborgsskogarna är del av Danmarks största skogsområde på 128 km². Den centrala delen består av de statligt ägda skogarna Kobskov, Lysbro Skov, Nordskoven, Vesterskov, Østerskov och Sønderskov på totalt 32 km². Skogarna ligger söder om Silkeborg. Såväl barrträd som bokträd och andra lövträd växer i skogarna. 